# Lijst van voetbalinterlands Bosnië en Herzegovina - Zweden
Deze lijst van voetbalinterlands is een overzicht van alle officiële voetbalwedstrijden tussen de nationale teams van Bosnië en Herzegovina en Zweden. De landen speelden tot op heden een keer tegen elkaar: een vriendschappelijke interland op 29 mei 2010 in Solna.

## Wedstrijden
| № | Plaats | Datum       | Competitie        | Wedstrijd                      | Uitslag |
| - | ------ | ----------- | ----------------- | ------------------------------ | ------- |
| 1 | Solna  | 29 mei 2010 | Vriendschappelijk | Zweden – Bosnië en Herzegovina | 4 – 2   |

## Samenvatting
| Competitie        | Totaal gespeeld | Winst Bosnië en Her. | Gelijk | Winst Zweden | Doelsaldo Bosnië en Her. – Zweden |
| ----------------- | --------------- | -------------------- | ------ | ------------ | --------------------------------- |
| Vriendschappelijk | 1               | 0                    | 0      | 1            | 2 − 4                             |
| Totaal            | 1               | 0                    | 0      | 1            | 2 − 4                             |

Wedstrijden bepaald door strafschoppen worden, in lijn met de FIFA, als een gelijkspel gerekend.

## Details

### Eerste ontmoeting
| Vriendschappelijk (Solna, Zweden, 29 mei 2010): |              | |
| Zweden | 4 – 2        | Bosnië en Herzegovina |
| Ola Toivonen 44' Martin Olsson 68' Martin Olsson 83' Marcus Berg 90+2' | goals        | 46' Sejad Salihović 90' Ermin Zec |
| Erik Hamrén | bondscoach   | Safet Sušić |
| Andreas Isaksson Sebastian Larsson Olof Mellberg Daniel Majstorović Behrang Safari Pontus Wernbloom Anders Svensson Christian Wilhelmsson 75' Kim Källström 75' Emir Bajrami 66' Ola Toivonen | opstellingen | Asmir Begović 66' Emir Spahić Adnan Mravac Sejad Salihović 46' Samir Muratović 46' Boris Pandža Haris Međunjanin Zvjezdan Misimović Miralem Pjanić 64' Zlatan Muslimović 80' Edin Džeko |
| Martin Olsson 66' Mikael Lustig 75' Marcus Berg 75' | wissels      | 46' Mehmed Alispahić 46' Safet Nadarević 64' Vedad Ibišević 66' Sanel Jahić 80' Ermin Zec                                                                                               |
| Daniel Majstorović 55' | gele kaarten | 43' Boris Pandža 88' Miralem Pjanić |
| - Debuut van Martin Olsson (Blackburn Rovers) voor Zweden. - Debuut van Mehmed Alispahić (HNK Šibenik) voor Bosnië.                                                                           |              | |